# Ptolemeo (hijo de Pirro)
Ptolemeo fue hijo de Pirro, rey de Epiro y enemigo de Roma. Su madre era hijastra de Ptolemeo I Sóter, y recibió su nombre en homenaje a este faraón.
Fue un guerrero valiente, y conquistó la ciudad de la Córcira con tan solo sesenta hombres; también consta que, en una batalla naval, abordó junto a siete hombres una trirreme enemiga de cincuenta remos y se apoderó de ella.
Murió en 272 a. C. Cuando Pirro, que deseaba conquistar Grecia y Asia, invadió el Peloponeso e intentó en vano adueñarse de Esparta, Ptolemeo pereció en el asalto a la ciudad o durante la posterior retirada.

## Familia
Antígona, su madre, era hija de Berenice y de un noble macedonio llamado Filipo. Berenice, la abuela, había marchado a Egipto junto de Eurídice, hija de Antípatro, cuando esta desposó a Ptolemeo I Sóter, y se hizo concubina del faraón.
Pirro, su padre, era hijo de Eácides I de Epiro y Ftía.
Pirro, rey del Epiro, fue destronado a los diecisiete años, y Neoptólemo II de Epiro se hizo rey. En las guerras entre los diádocos, después de la división del Imperio de Alejandro Magno, tomó partido por su cuñado Demetrio I de Macedonia y luchó a su lado en la batalla de Ipsos (301 a. C.). Más tarde, se entregó en calidad de rehén a Ptolomeo I de Egipto, en un acuerdo entre este y Demetrio.
Pirro, viendo que, entre las mujeres de Ptolemeo I Sóter, la que tenía más influencia, virtudes y comprensión era Berenice, intentó agradarla, y fue escogido de entre varios príncipes para desposar a Antígona, hija de Berenice y Filipo.
En homenaje a Ptolemeo y Berenice, Pirro llamó Ptolemeo al hijo que tuvo con Antígona, y a una ciudad que construyó en el Epiro le dio el nombre de Berenicis. Antígona fue posiblemente la madre de Olimpia, que se casó con su hermano, Alejandro, y tuvo tres hijos, Pirro, Ptolemeo y Ftía. Chris Bennett supone que Olimpia era hija de Antígona por el hecho de tener un hijo de nombre Ptolemeo.

## Campaña contra Antígono Gónatas
Pirro, después de retirarse de Italia, invadió Macedonia y derrotó a Antígono Gónatas, y se hizo rey de la región. Este intentó reanudar la guerra con una banda de mercenarios galos; sin embargo, fue derrotado por Ptolemeo, y apenas consiguió escapar con siete compañeros.

## Campaña contra Esparta
Pirro invadió el Peloponeso e n el 272 a. C. con veinticinco mil soldados de infantería, dos mil de caballería y veinticuatro elefantes. No quiso atacar Esparta por la noche, para que sus soldados no saqueasen la ciudad, y porque creía que esta carecía de defensas, ya que uno de los reyes espartanos, Areo I, estaba en Creta, y en ciudad habían quedado pocos hombres. Los espartanos pensaron en enviar las mujeres a Creta, pero una de ellas, Arquidamia, se presentó ante la Gerusía, espada en mano, diciendo que las mujeres no querían vivir si Esparta perecía. La defensa de la ciudad fue organizada por los jóvenes y las mujeres, que los exhortaban a morir gloriosamente en los brazos de sus madres y esposas.
Ptolemeo, con dos mil galos y soldados de Chaon, intentó atravesar las trincheras y los carros. Cuando los galos ya casi habían abierto brecha en las defensas espartanas, el joven Acrótato, con tres mil hombres, atacó a Ptolemeo por la retaguardia y venció a los galos. La batalla terminó de noche.
Según Justino, Ptolemeo murió en el ataque a Esparta, al entrar en la ciudad y quedar cercado por los enemigos. Pirro se supone que afirmó, al ver a su hijo muerto, que había fallecido por su audacia.
Pirro intentó atacar de nuevo la ciudad, pero chocó con la tenaz resistencia de los hombres y mujeres de Esparta. Cuando esta estaba a punto de ser doblegada, le llegaron auxilios: fuerzas de Corinto enviadas por Antígono Gónatas y las tropas del rey Areo, venidas de Creta.

## Campaña contra Argos
Pirro, sin conseguir conquistar la ciudad, devastó los campos. Viendo una nueva oportunidad en Argos, levantó el campamento y emprendió la marcha hacia esta ciudad, sin que Areo y los espartanos dejasen de hostigarlo. Pirro ordenó a Ptolemeo que acudiera en socorro de la retaguardia, acosada por los espartanos, con los que este libró un feroz combate. A Ptolemeo lo mató un soldado de nombre Oryssus, natural de Áptera, ciudad de Creta, según la versión alternativa de su muerte.